# 影山燈
影山燈（日语：／ Kageyama Akari，12月25日—）是日本的女性聲優。DAX Production所屬。

## 人物
出身於神奈川縣，身高162公分，血型為AB型。
興趣是撞球與卡拉OK。

## 演出作品
※粗體字代表主要角色。

### 電視動畫
2015年
- 城下町的蒲公英（靜流）
- 我家有個魚乾妹（海老名菜菜[2]）
- 小森拒不了！
- 輕鬆百合 3☆High！（大學講師）

2016年
- 三者三葉（客C）
- 魔裝學園H×H（千鳥淵愛音[3]）
- 謎解音（水上鄉琥）

2017年
- 王室教師海涅（女孩子）
- 雛子的筆記（女性）
- 覆面系NOISE（小學生女子學生2）
- Princess Principal（貝翠絲）
- 海天使的燈火（濱沙耶花）
- 我家有個魚乾妹R（海老名菜菜）

2018年
- IDOLiSH7（愛）
- 最終休止符 -無止境的螺旋物語-（小孩）
- 小邪神飛踢（單眼）
- 青春豬頭少年不會夢到兔女郎學姊（日南子、女學生）

2019年
- 笨拙之極的上野（山下[4]）
- 八月的棒球甜心（女子A、鈴木健次郎〈幼少期〉、朝比奈彩羽）
- 南無阿彌陀佛!-蓮台 UTENA-（女高中生）
- 碧藍航線（古鷹、加古）

2020年
- 貓娘樂園（女性客A）
- 奇幻☆怪盜？（女學生A）
- IDOLiSH7 Second BEAT!（愛）
- 小邪神飛踢'（單眼、蜆）
- D4DJ First Mix（女學生）

2021年
- IDOLiSH7 Third BEAT!（愛）

2022年
- 約會大作戰IV（星宮六喰[5]）
- 試證明理科生已墜入情網。r=1-sinθ
- D4DJ Double Mix（女性店員）

2023年
- 為了養老，我要在異世界存8萬枚金幣（女性B）
- D4DJ All Mix（女學生）
- 阿魯斯的巨獸（守人小孩）

2024年
- 約會大作戰V（星宮六喰[6]）

### 動畫電影
2021年
- Princess Principal Crown Handler 第1章（貝翠絲）
- Princess Principal Crown Handler 第2章（貝翠絲）

2023年
- Princess Principal Crown Handler 第3章（貝翠絲）

2025年
- Princess Principal Crown Handler 第4章（貝翠絲[7]）

### OVA
2015年
- 我家有個魚乾妹（海老名菜菜）

2017年
- 我家有個魚乾妹（海老名菜菜）
- NEKOPARA（婦警B）

### 有聲漫畫
2022年
- 百合幻想鄉（峰賀君子[8]）

### 遊戲
2015年
- Shooting Girl（嶺部亞佐美、光山正美）
- 我家有個魚乾妹 ～魚乾妹！養成計劃～（海老名菜菜）

2016年
- 嫁Collection（日语：嫁コレ）（海老名菜菜）
- 我家公主最可愛（踊子姬 阿米娜·亞茱拉）
- 碧蓝航线（青叶、古鹰、加古、衣笠）

2018年
- 天華百劍-斬-（鳥飼来国次）
- 殘機為零（真白摩亞、比良坂克菈菈）
- 永恆冒險（索菲亞）

2019年
- 明日方舟（杜林、普羅旺斯）

2022年
- 怪物彈珠（電堂莉瑠瑠[9]）

### 廣播劇CD
- 妖怪宅院「附廣播劇CD特裝版」[10]（雪芽）

### 其他
2017年
- 溫泉女孩（十津川飛香）

### 音樂CD
| 發售日期 | 標題                                                    | 名義                                                                                               | 樂曲                                                                                | 商業搭配                   |
| 2015年   | 2015年                                                  | 2015年                                                                                             | 2015年                                                                              | 2015年                     |
| -------- | ------------------------------------------------------- | -------------------------------------------------------------------------------------------------- | ----------------------------------------------------------------------------------- | -------------------------- |
| 8月19日  | かくしん的☆めたまるふぉ〜ぜっ!                          | 妹S［土間埋（田中愛美）、海老名菜菜（影山燈）、本場切繪（白石晴香）、橘·希爾芬福特（古川由利奈）］ | 「Sisters Wink」                                                                    | 電視動畫「我家有個魚乾妹」 |
| 8月19日  | ひだまりデイズ                                          | 妹S［土間埋（田中愛美）、海老名菜菜（影山燈）、本場切繪（白石晴香）、橘·希爾芬福特（古川由利奈）］ | 「ひだまりデイズ」                                                                  | 電視動畫「我家有個魚乾妹」 |
| 8月19日  | ひだまりデイズ                                          | 妹S［土間埋（田中愛美）、海老名菜菜（影山燈）、本場切繪（白石晴香）、橘·希爾芬福特（古川由利奈）］ | 「フィーバー夏Vacation!」                                                           | 電視動畫「我家有個魚乾妹」 |
| 9月2日   | 干物妹!うまるちゃん キャラクターソング Vol.2 海老名菜々 | 海老名菜菜（影山燈）                                                                               | 「sweet sweet everytime sweet」 「そいだばね」 「ひだまりデイズ (海老名 solo mix)」 | 電視動畫「我家有個魚乾妹」 |
| 9月16日  | 干物妹!うまるちゃん BD・DVD第1卷特典CD                  | 妹S［土間埋（田中愛美）、海老名菜菜（影山燈）、本場切繪（白石晴香）、橘·希爾芬福特（古川由利奈）］ | 「Dreamy Friends」                                                                  | 電視動畫「我家有個魚乾妹」 |

## 外部連結
- （日語）事務所公開簡歷 （页面存档备份，存于）
- 影山燈的X（前Twitter）